# 454
- Wikisource

| Calendário gregoriano                                                        | 454 CDLIV                       |
| Ab urbe condita                                                              | 1207                            |
| Calendário arménio                                                           | -98 – -97                       |
| Calendário bahá'í                                                            | -1390 – -1389                   |
| Calendário budista                                                           | 998                             |
| Calendário chinês                                                            | 3150 – 3151                     |
| Calendário copta                                                             | 170 – 171                       |
| Calendário etíope                                                            | 446 – 447                       |
| Calendários hindus - Vikram Samvat - Calendário nacional indiano - Cáli Iuga | 509 – 510 375 – 376 3554 – 3555 |
| Calendário Holoceno                                                          | 10454                           |
| Calendário islâmico                                                          | 173 BH – 172 BH                 |
| Calendário judaico                                                           | 4214 – 4215                     |
| Calendário persa                                                             | 168 BP – 167 BP                 |
| Calendário rúnico                                                            | 704                             |
| Calendário solar tailandês                                                   | 997                             |

454 (CDLIV, na numeração romana) foi um ano comum do século V que começou numa sexta-feira, segundo o calendário juliano.  Segundo o horóscopo chinês, foi o ano do Cavalo.
| Ano completo                        |
| ----------------------------------- |
| Ano comum com início à quinta-feira |

## Eventos
- Os povos hispano-romanos pedem auxílio a Teodorico II, rei dos Visigodos, contra as incursões suevas.
- Batalha dos Campos Cataláunicos. Confederação de tribos germânicas vassalas derrotam os hunos e alcançam a independência. Fim do Império Huno.
- As tribos dos Bagaudas, autênticos bandoleiros que faziam incursões do norte da Península Ibérica ao vale do Rio Ebro, desde 441, são finalmente repelidas.

## Nascimentos
- Teodorico, o Grande

## Mortes
- Flávio Aécio - General romano, (n. 396).